# Gran Premio de Checoslovaquia de Motociclismo de 1991
El Gran Premio de Checoslovaquia de Motociclismo de 1991 fue la decimotercera prueba de la temporada 1991 del Campeonato Mundial de Motociclismo. El Gran Premio se disputó el 25 de agosto de 1991 en el Circuito de Brno.

## Resultados 500cc
El estadounidense Wayne Rainey obtiene la pole position, la vuelta más rápida y gana la carrera, consiguiendo así su sexta victoria de l temporada. El segundo es el australiano Mick Doohan, mientras que en el tercer lugar es para el compañero de equipo de Rainey en Marlboro Team Roberts, John Kocinski. En cuanto a las clasificaciones mundiales, los únicos dos pilotos que siguen en disputa por el título de la categoría 500 seguirán luchando un Gran Premio más: Rainey (primera) y Doohan (segunda).
| 1        | Wayne Rainey         | Marlboro Team Roberts  | Yamaha | 47:32.169  | 20 |
| 2        | Mick Doohan          | Rothmans Honda Team    | Honda  | +3.204     | 17 |
| 3        | John Kocinski        | Marlboro Team Roberts  | Yamaha | +19.939    | 15 |
| 4        | Wayne Gardner        | Rothmans Honda Team    | Honda  | +24.403    | 13 |
| 5        | Kevin Schwantz       | Lucky Strike Suzuki    | Suzuki | +25.039    | 11 |
| 6        | Juan Garriga         | Ducados Yamaha         | Yamaha | +33.195    | 10 |
| 7        | Didier de Radiguès   | Lucky Strike Suzuki    | Suzuki | +52.768    | 9  |
| 8        | Eddie Lawson         | Cagiva Corse           | Cagiva | +53.356    | 8  |
| 9        | Sito Pons            | Campsa Honda Team      | Honda  | +1:22.765  | 7  |
| 10       | Doug Chandler        | Roberts B Team         | Yamaha | +1:24.755  | 6  |
| 11       | Eddie Laycock        | Millar Racing          | Yamaha | +1 Vuelta  | 5  |
| 12       | Michael Rudroff      | Rallye Sport           | Honda  | +1 Vuelta  | 4  |
| 13       | Cees Doorakkers      | HEK-Baumachines        | Honda  | +1 Vuelta  | 3  |
| 14       | Hans Becker          | Team Romero Racing     | Yamaha | +1 Vuelta  | 2  |
| 15       | Simon Buckmaster     | Padgett's Racing Team  | Suzuki | +1 Vuelta  | 1  |
| 16       | Josef Doppler        | Doppler Racing         | Yamaha | +1 Vuelta  |    |
| 17       | Nicholas Schmassman  | Schmassman Technotron  | Honda  | +2 Vueltas |    |
| Ret      | Martin Trösch        | MT Racing              | Honda  | Ret        |    |
| Ret      | Andreas Leuthe       | Librenti Corse         | Suzuki | Ret        |    |
| DNS      | Jean Philippe Ruggia | Sonauto Yamaha Mobil 1 | Yamaha | DNS        |    |
| DNS      | Adrien Morillas      | Sonauto Yamaha Mobil 1 | Yamaha | DNS        |    |
| DNQ      | Helmut Schutz        | Rallye Sport           | Honda  | DNQ        |    |
| DNQ      | Vincenzo Cascino     | Vogt Honda             | Honda  | DNQ        |    |
| Sources: |                      |                        |        |            |    |

## Resultados 250cc
En la categoría 250 el alemán Helmut Bradl, igual a lo que hizo Rainey en 500, se adjudica la pole position, la vuelta más rápida y gana la carrera. Detrás de él, vienen otros dos pilotos con moto Honda: Carlos Cardús y Luca Cadalora. Los tres pilotos que llegaron al podio de esta carrera son los que todavía compiten por el campeonato mundial de esta clase, con Cadalora primero en la clasificación de pilotos, Bradl en segundo lugar y Cardús tercero.
| Pos. | Piloto                    | Moto     | Tiempo    | Pts. |
| ---- | ------------------------- | -------- | --------- | ---- |
| 1    | Helmut Bradl              | Honda    | 46'50.905 | 20   |
| 2    | Carlos Cardús             | Honda    | +12.113   | 17   |
| 3    | Luca Cadalora             | Honda    | +12.203   | 15   |
| 4    | Masahiro Shimizu          | Honda    | +27.646   | 13   |
| 5    | Àlex Crivillé             | JJ Cobas | +28.817   | 11   |
| 6    | Martin Wimmer             | Suzuki   | +29.284   | 10   |
| 7    | Jochen Schmid             | Honda    | +29.398   | 9    |
| 8    | Paolo Casoli              | Yamaha   | +1'02.961 | 8    |
| 9    | Andreas Preining          | Aprilia  | +1'06.885 | 7    |
| 10   | Jean Pierre Jeandat       | Honda    | +1'09.793 | 6    |
| 11   | Stefan Prein              | Honda    | +1'09.929 | 5    |
| 12   | Bernard Haenggeli         | Aprilia  | +1'10.060 | 4    |
| 13   | Renzo Colleoni            | Aprilia  | +1'10.336 | 3    |
| 14   | Alberto Puig              | Yamaha   | +1'17.766 | 2    |
| 15   | Bernd Kassner             | Aprilia  | +1'20.041 | 1    |
| 16   | Marcellino Lucchi         | Aprilia  | +1'20.107 |      |
| 17   | Stefano Caracchi          | Yamaha   | +1'28.118 |      |
| 18   | Jurgen van den Goorbergh  | Aprilia  | +1'42.279 |      |
| 19º  | Patrick van den Goorbergh | Yamaha   | +2'04.930 |      |
| 20   | Urs Jücker                | Yamaha   | +2'12.243 |      |
| 21   | Stefano Pennese           | Aprilia  | +1 Vuelta |      |
| 22   | Peter Linden              | Honda    | +1 Vuelta |      |
| 23   | Erkka Korpiaho            | Aprilia  | +1 Vuelta |      |
| 24   | Jean Foray                | Yamaha   | +1 Vuelta |      |
| Ret  | Kevin Mitchell            | Aprilia  | Ret       |      |
| Ret  | Corrado Catalano          | Honda    | Ret       |      |
| Ret  | Doriano Romboni           | Honda    | Ret       |      |
| Ret  | Herri Torrontegui         | Aprilia  | Ret       |      |
| Ret  | Wilco Zeelenberg          | Honda    | Ret       |      |
| Ret  | Loris Reggiani            | Aprilia  | Ret       |      |
| Ret  | Eskil Suter               | Aprilia  | Ret       |      |
| Ret  | Pierfrancesco Chili       | Aprilia  | Ret       |      |
| Ret  | Frédéric Protat           | Aprilia  | Ret       |      |
| Ret  | Fausto Ricci              | Yamaha   | Ret       |      |
| Ret  | Harald Eckl               | Aprilia  | Ret       |      |
| Ret  | Ian Newton                | Yamaha   | Ret       |      |
| DNQ  | Renato Colleoni           | Aprilia  | DNQ       |      |
| DNQ  | Carlos Lavado             | Yamaha   | DNQ       |      |

## Resultados 125cc
En la categoría de 125, se produce la primera victoria del palamrés del Mundial de Alessandro Gramigni, que también coincide con la primera victoria de Aprilia en 125 (antes de este Gran Premio, el fabricante italiano solo ganó carreras en clase 250). El segundo lugar en la carrera es para Loris Capirossi, que gracias a esta posición se proclama campeón mundial de la clase 125 a una carrera antes del final de la temporada ya que la clase 125 no corre el Gran Premio de Le Mans. Para Capirossi, de dieciocho años, este es el segundo título mundial consecutivo en solo dos temporadas en el campeonato mundial. En el tercer lugar en esta carrera se coloca a Gabriele Debbia, compañero de equipo en el equipo italiano del ganador Gramigni. Para Debbia, este es el primer podio en el contexto del campeonato mundial.
El incidente que involucra al alemán Peter Öttl, que en una caída en la primera curva, se fractura las dos piernas. Emilio Cuppini y Alain Bronec también resultan involucrados en el incidente, y este último ya se había roto la clavícula izquierda en otoño. Otros incidentes durante la carrera causaron la ruptura del tobillo izquierdo por Dirk Raudies y una conmoción cerebral por Koji Takada. Tampoco participa en la carrera Ezio Gianola que se había roto el brazo durante los entrenamientos.
| Pos. | Piloto               | Moto         | Tiempo    | Pts. |
| ---- | -------------------- | ------------ | --------- | ---- |
| 1    | Alessandro Gramigni  | Aprilia      | 45'29.850 | 20   |
| 2    | Loris Capirossi      | Honda        | +1.494    | 17   |
| 3    | Gabriele Debbia      | Aprilia      | +2.142    | 15   |
| 4    | Jorge Martínez Aspar | Honda        | +16.888   | 13   |
| 5    | Nobuyuki Wakai       | Honda        | +18.405   | 11   |
| 6    | Fausto Gresini       | Honda        | +20.632   | 10   |
| 7    | Maurizio Vitali      | Gazzaniga    | +20.723   | 9    |
| 8    | Ralf Waldmann        | Honda        | +32.694   | 8    |
| 9    | Adi Stadler          | JJ Cobas     | +33.463   | 7    |
| 10   | Bruno Casanova       | Honda        | +33.472   | 6    |
| 11   | Gimmi Bosio          | Honda        | +35.096   | 5    |
| 12   | Heinz Lüthi          | Honda        | +35.379   | 4    |
| 13   | Hisashi Unemoto      | Honda        | +36.238   | 3    |
| 14   | Oliver Petrucciani   | Aprilia      | +39.787   | 2    |
| 15   | Kin'ya Wada          | Honda        | +39.876   | 1    |
| 16   | Hans Spaan           | Honda        | +40.756   |      |
| 17   | Noboru Ueda          | Honda        | +46.657   |      |
| 18   | Arie Molenaar        | Honda        | +52.835   |      |
| 19   | Luis Álvaro          | Derbi        | +1'05.351 |      |
| 20   | Johnny Wickström     | Honda        | +1'06.500 |      |
| 21   | Alfred Waibel        | Honda        | +1'06.576 |      |
| 22   | Hans Koopman         | Honda        | +1'07.775 |      |
| 23   | Serafino Foti        | Honda        | +1'07.941 |      |
| 24   | Ian McConnachie      | Honda        | +1'07.956 |      |
| 25   | Steve Patrickson     | Honda        | +1'23.037 |      |
| 26   | René Dünki           | Honda        | +1'23.211 |      |
| 27   | Jos van Dongen       | Honda        | +1'35.923 |      |
| Ret  | Kazuto Sakata        | Honda        | Ret       |      |
| Ret  | Koji Takada          | Honda        | Ret       |      |
| Ret  | Stefan Kurfiss       | Honda        | Ret       |      |
| Ret  | Stefan Brägger       | Honda        | Ret       |      |
| Ret  | Julián Miralles      | JJ Cobas     | Ret       |      |
| Ret  | Emilio Cuppini       | Gazzaniga    | Ret       |      |
| Ret  | Peter Öttl           | Bakker-Rotax | Ret       |      |
| Ret  | Alain Bronec         | Honda        | Ret       |      |
| Ret  | Dirk Raudies         | Honda        | Ret       |      |
| DNS  | Ezio Gianola         | Derbi        | DNS       |      |
| DNQ  | Robin Appleyard      | Honda        | DNQ       |      |
| DNQ  | Manuel Hernández     | Honda        | DNQ       |      |
| DNQ  | Peter Galvin         | Honda        | DNQ       |      |
| DNQ  | Janez Pintar         | Honda        | DNQ       |      |
| DNQ  | Javier Debón         | JJ Cobas     | DNQ       |      |
| DNQ  | Jean-Claude Selini   | Honda        | DNQ       |      |
| DNQ  | Hubert Abold         | Honda        | DNQ       |      |
| DNQ  | Wolfgang Fritz       | Honda        | DNQ       |      |
| DNQ  | Gabriele Gnani       | Gnani        | DNQ       |      |